# Papa Pio V
Pio V ou São Pio V, nascido Antonio Ghislieri, e a partir de 1518 sob o nome religioso de Frei Michele Ghislieri (Bosco Marengo, 17 de janeiro de 1504 — Roma, 1 de maio de 1572), O.P., foi o 225.º Papa da Igreja Católica e Soberano dos Estados Papais de 8 de janeiro de 1566 até a data de sua morte. Foi também inquisidor. Ele é venerado como um santo da Igreja Católica. Pio V é notável principalmente por seu papel no Concílio de Trento, na Contrarreforma e na padronização do Rito Romano da Igreja Latina. Pio V declarou Santo Tomás de Aquino um Doutor da Igreja.
Como cardeal, Ghislieri ganhou reputação por colocar a ortodoxia diante de personalidades, processando oito bispos franceses por heresia. Ele também se manteve firme contra o nepotismo, repreendendo seu antecessor Pio IV quando ele quis elevar a cardeal um membro de sua família com apenas 13 anos de idade, e subsidiar um sobrinho do tesouro papal.
Por meio da bula papal de 1570, Regnans in Excelsis, Pio V excomungou Isabel I da Inglaterra por heresia e perseguição aos católicos ingleses durante o seu reinado. Também organizou a formação da Liga Sagrada, uma aliança de estados católicos para combater o avanço do Império Otomano na Europa Oriental. Embora em menor número, a Liga Sagrada derrotou os otomanos na Batalha de Lepanto em 1571. Pio V atribuiu a vitória à intercessão da Bem - aventurada Virgem Maria e instituiu a festa de Nossa Senhora da Vitória. Os biógrafos relatam que, quando a Batalha de Lepanto terminou, Pio se levantou e foi até uma janela, onde estava olhando para o leste "... Olhando para o céu, ele gritou: 'Uma trégua para os negócios; nossa grande tarefa no momento é agradecer a Deus pela vitória que Ele acabou de dar ao exército cristão".

## Biografia

### Início da vida
Antonio Ghislieri nasceu em 17 de janeiro de 1504 em Bosco, no Ducado de Milão (atual Bosco Marengo, na província de Alexandria, Piemonte), Itália. Aos quatorze anos, ingressou na Ordem Dominicana, tomando o nome Michele, passando do mosteiro de Voghera para o de Vigevano e daí para Bolonha. Ordenado sacerdote em Gênova em 1528, foi enviado por Pavia, onde lecionou por dezesseis anos. Em Parma, ele avançou trinta proposições em apoio à cadeira papal e contra a reforma protestante.
Tornou-se mestre de noviços e em várias ocasiões foi eleito antes de mais de um priorado dominicano. Durante um tempo de grande negligência moral, ele insistiu na disciplina e se esforçou para desenvolver a prática das virtudes monásticas. Jejuou, fez penitência, passou longas horas da noite em meditação e oração, viajou a pé sem uma capa em profundo silêncio, ou apenas falando com seus companheiros das coisas de Deus. Como seu zelo reformista provocou ressentimento, sendo foi obrigado a retornar a Roma em 1550, onde, depois de ter sido empregado em várias missões inquisitoriais, foi eleito para o comissariado do Santo Ofício.
Em 1556, ele foi nomeado bispo de Sutri pelo Papa Paulo IV e foi selecionado como inquisidor da fé em Milão e Lombardia. Em 1557, ele foi nomeado cardeal e nomeado inquisidor geral de toda a cristandade. Sua defesa de Bartolomé Carranza, arcebispo de Toledo, suspeito de heresia pela Inquisição Espanhola, rendeu-lhe uma recusa do papa.
Sob o Papa Pio IV (1559-1565), tornou-se bispo de Mondovi no Piemonte. Frequentemente chamado a Roma, ele demonstrava seu zelo inabalável em todos os assuntos em que era consultado. Assim, ele ofereceu uma oposição intransponível a Pio IV, quando este desejava admitir Ferdinand de 'Medici, então com apenas treze anos, no Colégio Sagrado. Sua oposição ao pontífice conseguiu sua demissão do palácio e a abreviação de sua autoridade como inquisidor.

### Eleição papal
Antes que Michele Ghislieri pudesse retornar ao seu episcopado, o Papa Pio IV morreu. O cardeal Carlos Borromeu escreveu ao cardeal português Henrique seis semanas após o conclave, onde recordou a eleição do novo papa. O cardeal se referia a ter "uma alta estima por ele por causa de sua singular santidade e zelo" e via essas qualidades como um sinal de que ele seria um bom papa "para grande satisfação de todos". Em 4 de janeiro, chegou um correio da Espanha, provocando rumores de que o rei Filipe II endossou o cardeal Ghislieri, dando a Borromeo e seus aliados a chance de capitalizar na confusão. Isso levou a um aumento de votos para Ghislieri quando os cardeais se reuniram, levando à eleição do novo papa na tarde de 8 de janeiro.
Em 8 de janeiro de 1566, Ghislieri, com o influente apoio de Carlos Borromeu, foi eleito para o trono papal, tomando o nome de Papa Pio V. Ele foi coroado dez dias depois, em seu 62º aniversário pelo protodiácono.

## Pontificado
Seu pontificado o viu lidando com a reforma interna da Igreja, a disseminação das doutrinas protestantes no Ocidente e os exércitos turcos avançando a partir do Oriente.

### Disciplina da Igreja
Consciente da necessidade de restaurar a disciplina e a moralidade em Roma para garantir o sucesso da Igreja, ele imediatamente reduziu o custo da corte papal à maneira da Ordem Dominicana à qual ele pertencia, obrigou a residência entre o clero, as pousadas regulamentadas e afirmar a importância do cerimonial em geral e da liturgia da Missa em particular.
Três sínodos nacionais foram realizados durante seu pontificado em Nápoles, sob o comando de Alfonso Cardeal Caraffa (cuja família, após investigação, foi restabelecida por Pio V), em Milão, sob Carlos Borromeu, e em Machim. Em sua política mais ampla, caracterizada por um rigor rigoroso, a manutenção e o aumento da eficácia da Inquisição e a aplicação dos cânones e decretos do Conselho de Trento tinham precedência sobre outras considerações.

### Liturgia
Por conseguinte, para implementar uma decisão desse conselho, ele padronizou a Santa Missa promulgando a edição de 1570 do Missa tridentina. Pio V tornou este Missal obrigatório em todo o rito latino da Igreja Católica, exceto quando uma liturgia em massa que data de antes de 1370 estava em uso. Esta forma da Missa permaneceu essencialmente inalterada por 400 anos até a revisão do Missal Romano pelo Papa Paulo VI em 1969-70, após o que se tornou amplamente conhecida como Missa Tridentina.

### Tomismo
Pio V, que havia declarado Tomás de Aquino o quinto doutor latino da Igreja em 1567, encomendou a primeira edição da ópera omnia de Aquino, muitas vezes chamada de édito Piana em homenagem ao papa. Este trabalho foi produzido em 1570 no studium generale da Ordem Dominicana em Santa Maria sopra Minerva, que seria transformada no Colégio de São Tomás em 1577 e novamente na Pontifícia Universidade de Santo Tomás de Aquino, Angelicum, no século XX.

### Liga Sagrada
Pio V organizou a formação da Liga Santa contra o Império Otomano, como resultado do qual a Batalha de Lepanto (7 de outubro de 1571) foi vencida pela frota combinada sob o comando de Dom João da Áustria. É atestado em sua canonização que ele sabia milagrosamente quando a batalha terminou, estando ele mesmo em Roma na época. Pio V também ajudou financeiramente na construção de Valletta, capital de Malta, enviando seu engenheiro militar Francesco Laparelli para projetar os muros da fortificação. (Um busto de bronze de Pio V foi instalado no Portão de Valletta em 1892.) Para comemorar a vitória, ele instituiu a Festa de Nossa Senhora da Vitória.

### A reforma protestante
Quando Pio V subiu ao trono, o protestantismo havia varrido toda a Inglaterra e Escócia, bem como metade da Alemanha, Holanda e partes da França; somente a Espanha permaneceu inabalável católica. Pio V estava, portanto, determinado a impedir sua insurgência na Itália - que ele acreditava que viria através dos Alpes e Milão.

### Huguenotes
Pio V reconheceu os ataques à supremacia papal na Igreja Católica e desejava limitar seu avanço. Na França, onde sua influência era mais forte, ele tomou várias medidas para se opor aos huguenotes protestantes. Ele dirigiu a demissão do cardeal Odet de Coligny e de sete bispos, anulou o edito real tolerando os serviços extramurais dos reformadores, introduziu o catecismo romano, restaurou a disciplina papal e se opôs com veemência a todo compromisso com a nobreza huguenote.

### Isabel I da Inglaterra
Sua resposta à rainha Isabel I da Inglaterra, assumindo o cargo de Governadora Suprema da Igreja da Inglaterra, incluiu o apoio da aprisionada Maria, rainha da Escócia e seus partidários nas suas tentativas de conquistar a Inglaterra "ex turpissima muliebris libidinis servitute" ("de uma escravidão mais sórdida à voracidade de uma mulher "). Um breve levante católico inglês, o Rising of the North, acabara de falhar. Pio V então emitiu uma bula papal, Regnans in Excelsis ("Reinando nas alturas"), datada de 27 de abril de 1570, que declarou Elizabeth I uma herege e libertou seus súditos de sua lealdade a ela. Foi a sua excomunhão oficial, e declarou também a excomunhão ipso facto sobre quem não negou lealdade a ela. Em resposta, Elizabeth, que até então tolerara o culto católico em privado, agora começou a persegui-los ativamente por traição.

### Caráter e política

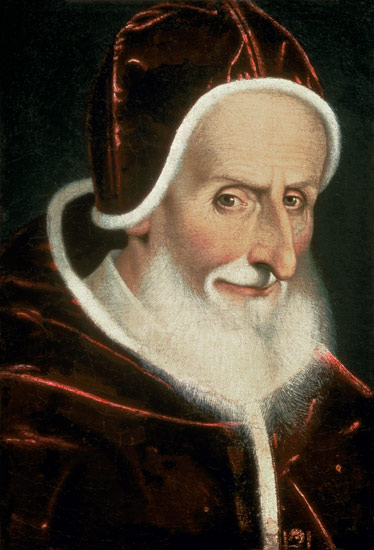
Retrato de Scipione Pulzone, c. 1578

Quando jovem, Michele Ghislieri estava ansioso para se juntar à inquisição. Sob Paulo IV, a quem o historiador popular John Julius Norwich chama o papa mais odiado do século XVI, ele ascendeu ao inquisidor geral e daí ascendeu ao papado. Como Pio V, ele participou pessoalmente de todas as sessões da inquisição romana. Segundo Norwich, Ghislieri frequentemente ficava observando supostos infratores da lei e hereges serem torturados.
Ao assumir o papado, Ghislieri imediatamente começou a se livrar de muitos dos luxos extravagantes então predominantes na corte. Um de seus primeiros atos foi demitir o bobo da corte papal, e nenhum papa depois dele teve um.[carece de fontes?] Ele proibiu corridas de cavalos na Praça de São Pedro. Sanções severas foram impostas contra blasfêmia, adultério e sodomia. Essas leis rapidamente fizeram de Pio V o tema do ódio romano; ele foi acusado de tentar transformar a cidade em um vasto mosteiro. Ele era coerente: na vida cotidiana, Pio V era altamente ascético. Ele usava uma camisa de crina  sob o simples hábito de um frade dominicano e era frequentemente visto descalço.
O Rev. Alban Butler escreve que "Na época de uma grande fome em Roma, ele importou milho às suas próprias custas da Sicília e da França; [...] uma parte considerável dele distribuiu entre os pobres, gratuitamente, e vendeu o resto ao público abaixo do custo".

### Bulas papais
Katherine Rinne escreve em Waters of Rome que Pio V ordenou a construção de obras públicas para melhorar o sistema de abastecimento de água e esgoto da cidade - um passo bem-vindo, particularmente em áreas baixas, onde febre tifoide e malária eram inevitáveis visitantes de verão.
Em 1567, ele emitiu Super proibitione agitationis Taurorum & Ferarum, proibindo as touradas.
Além de "Em Coena Domini" (1568), há vários outros dignos de nota, incluindo a proibição do questio (fevereiro de 1567 e janeiro de 1570); condenação de Michael Baius, o professor herege de Lovaina (1567); reforma do Breviário Romano (julho de 1568); condenação formal do comportamento homossexual pelo clero (agosto de 1568);[carece de fontes?] o banimento dos judeus de todos os domínios eclesiásticos, exceto Roma e Ancona (1569); uma liminar contra o uso do missal reformado (Julho de 1570); a confirmação dos privilégios da Sociedade dos Cruzados para a proteção da Inquisição (outubro de 1570); a supressão dos Fratres Humiliati (fevereiro de 1571); a aprovação do novo cargo da Virgem Maria (março de 1571); e a aplicação da recitação diária das Horas Canônicas (setembro de 1571).

### Vestes papais
Pio V é frequentemente creditado com a origem das vestes brancas do papa, supostamente porque após sua eleição, Pio continuou a usar seu hábito dominicano branco. No entanto, muitos de seus antecessores também usavam branco com uma mozzetta vermelha, como pode ser visto em muitas pinturas em que nem eles nem Pius estão usando batina, mas roupas brancas finas e largas.
Um artigo de Agostino Paravicini Bagliani no L'Osservatore Romano de 31 de agosto de 2013 afirma que o mais antigo documento que fala explicitamente do branco vestindo Papa é o Ordo XIII, um livro de cerimônias compilada em cerca de 1274 sob o Papa Gregório X. A partir dessa data, os livros de cerimônias falam cada vez mais explicitamente do papa como manto vermelho, mozzetta, camauro e sapatos, batina branca e meias.

### Canonizações
Pio V canonizou um santo durante seu reinado: Ivo de Chartres, em 18 de dezembro de 1570 (carece de confirmação - aspeto em contradição com a informação no artigo sobre Ivo de Chartres).

### Consistórios
Pio V criou 21 cardeais em três consistórios, incluindo Felice Peretti, que se tornaria o Papa Sisto V.

## Morte e canonização

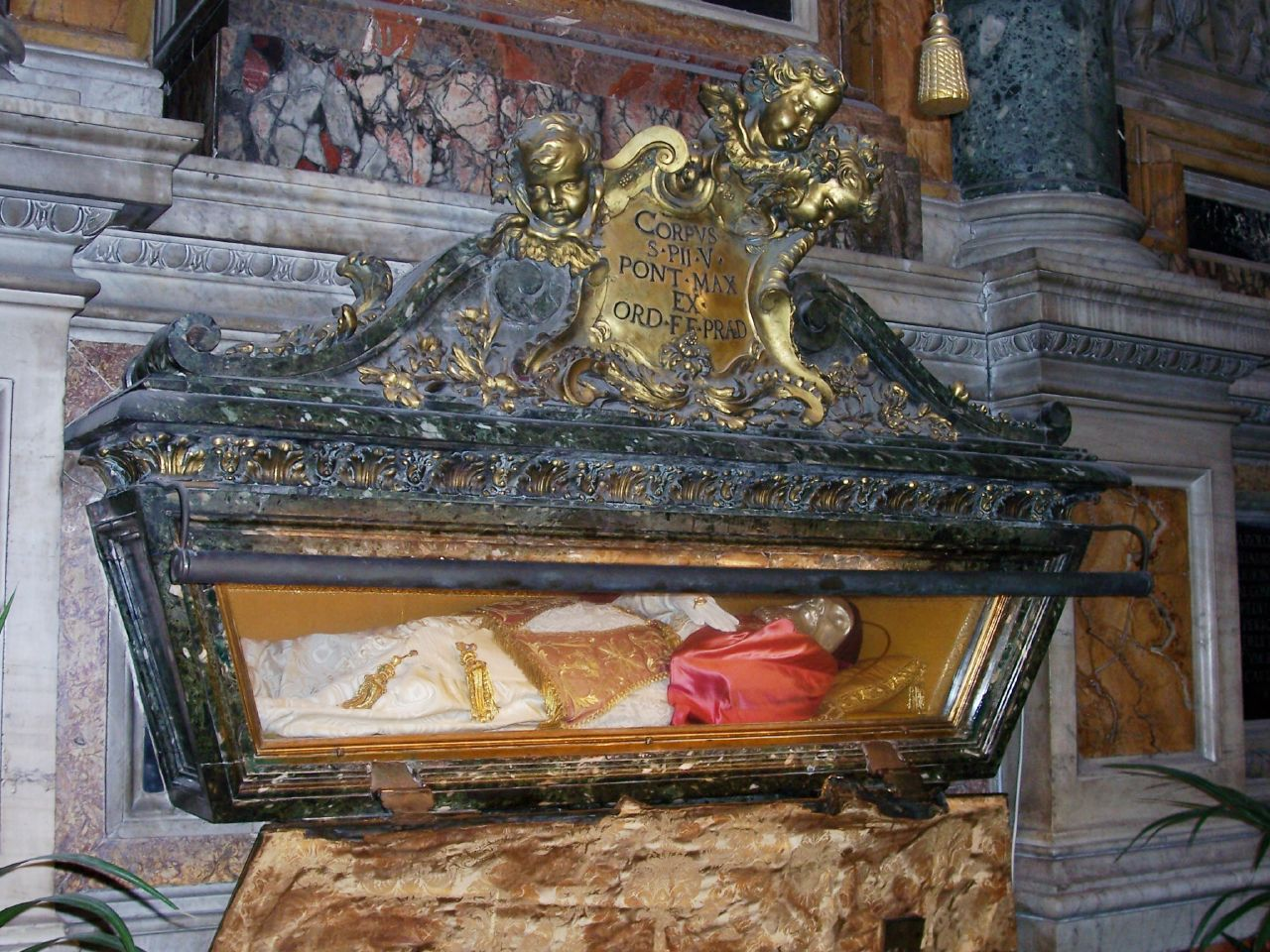
O corpo de Pio V em sua tumba em Santa Maria Maggiore

Pio V morreu em 1 de maio de 1572 do que se acredita ser câncer. Ele foi enterrado na capela de S. Andrea, perto da tumba do Papa Pio III, no Vaticano. Embora sua vontade pedisse que ele fosse enterrado em Bosco, o Papa Sisto V construiu um monumento na capela da SS. Sacramento na basílica liberiana. Seus restos mortais foram transferidos para lá em 9 de janeiro de 1588.
Em 1696, o processo de canonização de Pio V foi iniciado pelos esforços do mestre da Ordem dos Pregadores, Antonin Cloche. Ele também encomendou imediatamente uma tumba representativa do escultor Pierre Le Gros, o Jovem, a ser erguida na Capela Sistina da Basílica de Santa Maria Maior. O corpo do papa foi colocado nele em 1698. O Papa Pio V foi beatificado pelo Papa Clemente X no ano de 1672, e mais tarde foi canonizado pelo Papa Clemente XI (1700–21) em 22 de maio de 1712.

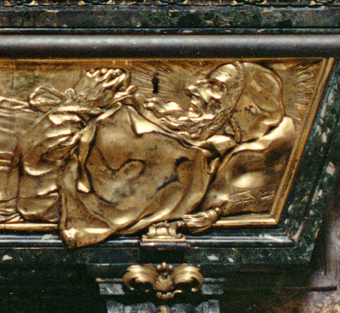
Retrato de Pio V por Pierre Le Gros na tumba

No ano seguinte, 1713, seu dia de festa foi inserido no Calendário Romano Geral, para comemoração em 5 de maio, com a classificação "Duplo", o equivalente a "Festa de Terceira Classe" no Calendário Romano Geral de 1960, e do seu atual ranking de "Memorial".[carece de fontes?] Em 1969, a celebração foi transferida para 30 de abril, um dia antes do aniversário de sua morte (1 de maio).
O cardeal John Henry Newman (1801-1890) declarou que "São Pio V era austero e severo, até onde um coração que ardia e derretia com o amor divino podia sê-lo ... No entanto, tanta energia e vigor como o seu eram necessários para os tempos. Ele foi um soldado de Cristo numa época de insurreição e rebelião, quando num sentido espiritual, a lei marcial foi proclamada".
A frente de sua tumba tem uma tampa de bronze dourado que mostra a imagem do papa morto. Na maioria das vezes, é deixada aberta para permitir a veneração dos restos mortais do Papa.